# 벤 스페이커르스
벤 스페이커르스(네덜란드어: Ben Spijkers)로 잘 알려진 베른하르트 헨드리퀴스 마르티뉘스 스페이커르스(네덜란드어: Bernhard Hendrikus Martinus  Spijkers, 1961년 3월 10일~)는 네덜란드의 유도 선수이다. 올림픽에 3회(1984, 1988, 1992) 참가하였으며 1988년 하계 올림픽 남자 미들급 동메달을 획득했다.

## 경력
네이메헌에서 태어났다. 1978년에 네덜란드 유도 청소년 대표로 발탁되었고 1982년에는 국가대표로 발탁되었다. 1984년 5월 벨기에 리에주에서 열린 유럽 선수권 대회에서 동메달을 획득했으며 같은 해 7월에 미국 로스앤젤레스에서 열린 1984년 하계 올림픽을 통해 처음으로 올림픽에 출전했다. 그는 벨기에의 질베르 쥐스탱과 모로코의 함자 두블라니를 꺾었으나 브라질의 와우테르 카르모나에게 패하며 탈락했다.
1988년에는 서울에서 열린 1988년 하계 올림픽에 참가하였다. 그는 서독의 미하엘 바친스키, 미국의 러네이 커포, 몽골의 어드버겅 발진냠, 헝가리의 자니 야노시를 차례로 꺾으며 준결승에 진출했으나 준결승 상대인 소련의 블라디미르 셰스타코프에게 패하였다. 이후 동메달 결정전에서 영국의 덴자인 화이트를 꺾고 동메달을 획득했다.